# كيث ساندرسون
كيث ساندرسون (بالإنجليزية: Keith Sanderson)‏ هو لاعب رماية أمريكي، ولد في 2 فبراير 1975 في بليموث في الولايات المتحدة.

## وصلات خارجية
- كيث ساندرسون على موقع الاتحاد الدولي (الإنجليزية)
- كيث ساندرسون على موقع أوليمبيديا (الإنجليزية)
- كيث ساندرسون على موقع اللجنة الأولمبية والبارالمبية الأمريكية (الإنجليزية)